# Carol Kane

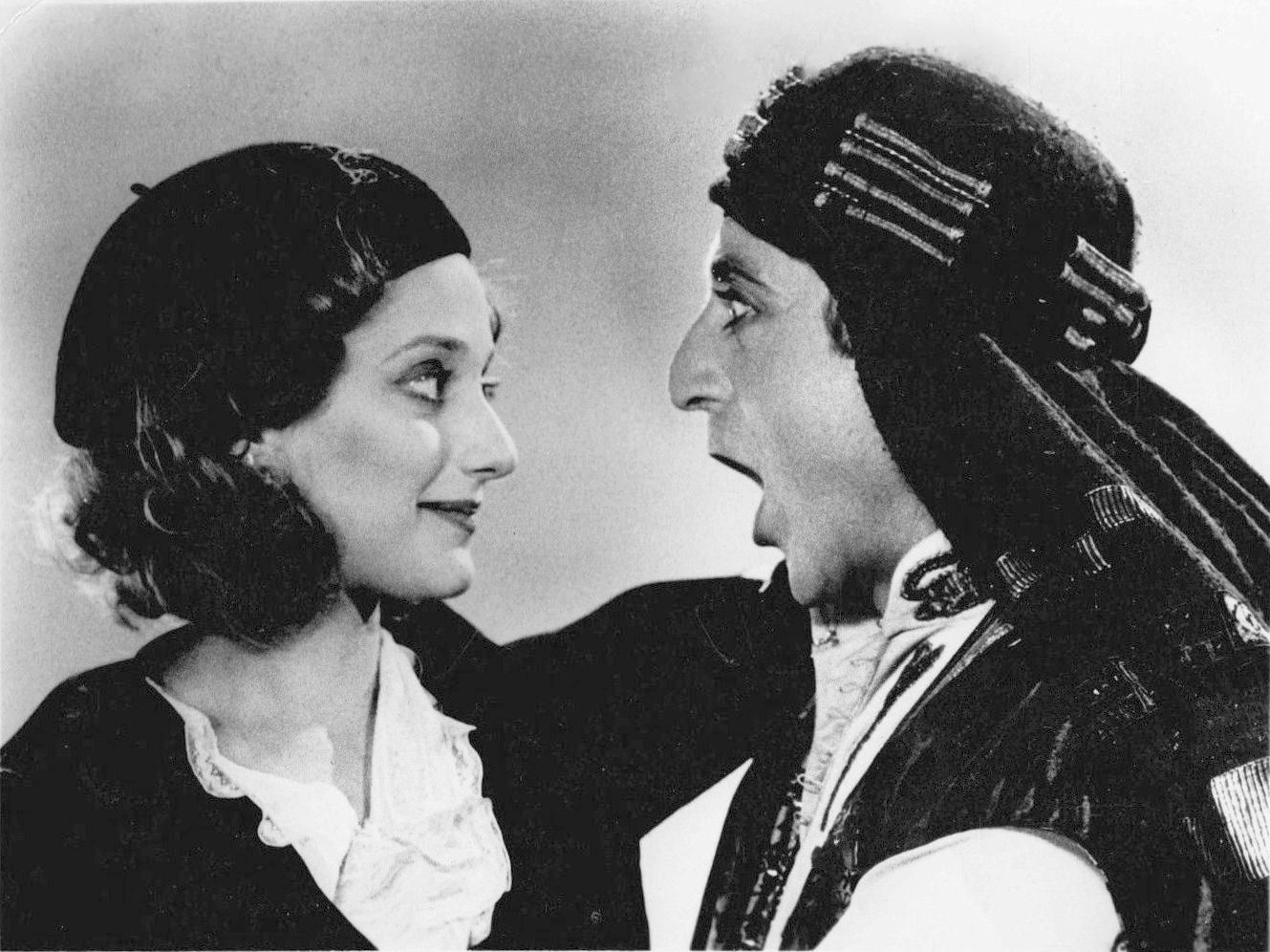
Carol Kane och Gene Wilder i ett publicitetsfoto för Världens störste älskare (1977).

Carolyn Laurie "Carol" Kane, född 18 juni 1952 i Cleveland i Ohio, är en amerikansk skådespelare.
Carol Kanes föräldrar är Joy, en jazzsångerska, dansare, och pianist, och Michael Kane, en arkitekt, som också arbetade för Världsbanken.
Hennes familj var judisk och hon är ättling till ryska immigranter.  Hon debuterade 1966. Hennes mest kända roller är som Simka Dahblitz-Gravas, hustru till Latka Gravas (Andy Kaufman), i den amerikanska TV-serien Taxi från 1980 till 1983. Hon har också varit med i bland annat komedin Spökenas hämnd tillsammans med Bill Murray.

## Filmografi i urval
- 1971 – Köttets lust
- 1973 – Det hårda straffet
- 1975 – En satans eftermiddag
- 1977 – Annie Hall
- 1977 – Världens störste älskare
- 1979 – Mupparna
- 1979 – Rösten inifrån
- 1980–1983 – Taxi (TV-serie) (24 avsnitt)
- 1984 – Skål (TV-serie) (avsnittet "A Ditch in Time")
- 1986 – Jumpin' Jack Flash
- 1987 – Bleka dödens minut
- 1988 – Nu är det kört
- 1988 – Spökenas hämnd
- 1990 – Joe och vulkanen
- 1990 – Hur jag lärde en FBI-agent dansa marengo
- 1993 – Den heliga familjen Addams
- 1993 – When a Stranger Calls Back
- 1994 – Seinfeld (TV-serie) (avsnittet "The Marine Biologist")
- 1999 – Jawbreaker
- 1999 – Man on the Moon (ej krediterad)
- 2001 – Family Guy (TV-serie) (röst, avsnittet "Emission Impossible")
- 2004 – Tonårsliv
- 2005 – The Pacifier
- 2010 – The Bounty Hunter
- 2012 – Sleepwalk with Me
- 2012 – Thanks for Sharing
- 2020–2023 – Hunters (TV-serie)
- 2025 – Caught Stealing